# 索菲娅·哈里森
索菲娅·妮科尔·达多尔·哈里森（英語：Sofia Nicole Dador Harrison；1999年2月16日—），菲律宾和美国女子职业足球运动员，司职左后卫，目前效力于公马内湖足球俱乐部和菲律宾国家女子足球队。她曾代表菲律宾参加2022年亚足联女子亚洲杯和2023年国际足联女子世界杯等多场国际赛事。